# La Verde
La Verde est une localité argentine située dans la province du Chaco et dans le département de General Donovan.
La Verde est située à 60 kilomètres de Resistencia, chef-lieu de la province du Chaco. La principale voie de communication est la route provinciale 11, qui relie la localité au sud à Lapachito et à la route nationale 16 et au nord (par un chemin de terre) à General José de San Martín.